# Lenina (rejon dzierżyński)
Lenina (biał. Леніна; ros. Ленино, Lenino) – wieś na Białorusi, w obwodzie mińskim, w rejonie dzierżyńskim, w sielsowiecie Stańków, nad Usą.

## Historia
Lenina składa się z trzech dawnych miejscowości (w kolejności od północy na południe): wsi Poddubie i Sudniki (ros. Судники, Sudniki) oraz okolicy szlacheckiej (później folwarku) Zahorowskie.
W XIX i w początkach XX w. miejscowości te położone były w Rosji, w guberni mińskiej, w powiecie mińskim, w gminie Kojdanów.
Po I wojnie światowej pod administracją polską, w Zarządzie Cywilnym Ziem Wschodnich, w okręgu mińskim, w powiecie mińskim, w gminie Kojdanów.
W wyniku postanowień traktatu ryskiego znalazły się w granicach Związku Sowieckiego. W latach 1932–1937 w Polskim Rejonie Narodowym im. Feliksa Dzierżyńskiego. Od 1991 w niepodległej Białorusi.